# جيف هايسلوب
جيف هايسلوب هو راقص كندي، ولد في 30 مايو 1951 في فانكوفر في كندا.

## وصلات خارجية
- جيف هايسلوب على موقع IMDb (الإنجليزية)
- جيف هايسلوب على موقع قاعدة بيانات الفيلم (الإنجليزية)